# 鬼庭良直
鬼庭良直是日本戰國時代到安土桃山時代之間的武將，為伊達氏家臣，以左月齋之號為人所知。

## 生平
鬼庭良直於永正十年（1513年）以伊達郡赤館城主・鬼庭元實之子的身分出生。
天文八年（1539年），其父元實隱居而繼承了家督。天文十一年（1542年）爆發的天文之亂中鬼庭良直與父親一同在伊達晴宗底下戰鬥，由於這份功績而在天文十八年（1549年）受賜長井郡川井城主之位，領地也增加了2000石（這些在天文二十二年（1553年）的《晴宗公采地下賜錄》中是歸在良直隱居的父親元實的名義之下）。
永祿七年（1564年），伊達輝宗成為伊達家當主，而向周圍尋求人才的輝宗將良直提拔為評定役。因為如此良直便與遠藤基信一同擔任輝宗政權的中樞。由於良直回應了輝宗的信任，天正元年（1573年）授予鬼庭氏一族的家格。天正三年（1575年），鬼庭良直將家督之位讓給嫡子綱元後隱居，號左月齋，但仍於天正五年（1577年）在輝宗五弟政重入嗣國分氏時於事前作了交涉工作等等，隱居之後繼續在輝宗身旁從事政務。
天正十三年（1585年）十月，將家督之位讓給嫡子政宗的輝宗遭二本松城主畠山義繼殺害（栗之巢之變，亦有說法認為是政宗所殺），同年十一月十七日（1586年1月）常陸的佐竹義重拋棄政宗、背叛伊達家並集結奧州南部諸侯，為了攻擊包圍二本松城的伊達軍而進宮安達郡（人取橋之戰）。此時，左月齋由政宗任命指揮並授予金色的采配，不過兵力上較為劣勢的伊達軍轉瞬間便潰敗撤退，而為了讓伊達政宗逃走，左月齋擔任殿軍誘引敵人而突擊攻入敵軍之中。左月齋以年紀大了穿不上甲冑為由，只戴上黃綿的帽子代替頭盔輕裝上陣，為了阻止敵軍最前線繼續前進而力戰，而據說鬼庭部隊討取了200多個首級。在這期間伊達政宗艱辛地逃往本宮城，九死一生地脫離戰場，而左月齋則被岩城常隆的家臣窪田十郎所討取，享年七十三歲。
之後伊達政宗將左月齋隱居領地的知行給予他的未亡人，並發給終身擁有該地所有權的朱印狀以報答其功勞。

## 系譜
- 父：鬼庭元實

- 正室：本澤真直女兒，與良直離婚後，與片倉景重再婚並生下片倉景綱。
  - 片倉喜多
- 繼室：牧野刑部之女
  - 鬼庭綱元

```
　　　　　　片倉景重
　　　　　　　┣━━━━片倉景綱
本澤真直━━━女
　　　　　　　┣━━━━片倉喜多
　　　　　　鬼庭良直
　　　　　　　┣━━━━鬼庭綱元
牧野刑部━━━女

```